# 寺久保友哉
寺久保 友哉（てらくぼ ともや、1937年6月4日 - 1999年1月22日）は、小説家・精神科医。東京都出身。

## 来歴
北海道大学医学部在学中の1966年に、『ジャンパー』で「文藝」全国学生小説コンクール佳作。同人雑誌「くりま」に小説を発表し始める。なお「くりま」同人には渡辺淳一・高橋揆一郎などがいた。京都大学で研修後、札幌市中央区に「オフィス街クリニック」を開業し院長として診療に当たるかたわら、小説を書き続けた。1974年、「停留所前の家」で第8回北海道新聞文学賞受賞。1976年から1977年にかけ芥川賞候補に連続4回ノミネートされたが、いずれも受賞には至らなかった（第75回『棄小舟』、第76回『陽ざかりの道』、第77回『こころの匂い』、第78回『火の影』）。1986年、精神病・神経症に関するコラムを北海道新聞に連載している（全51回）。また1978年発表の『翳の女』は、1987年に『恋人たちの時刻』のタイトルで映画化。澤井信一郎が監督し、野村宏伸・河合美智子・真野あずさらが出演した。2004年にはDVD化されている。
北海道（特に札幌市とその周辺）が舞台となった恋愛小説や、精神科にまつわる小説を残した。

## 受賞歴
- 1974年 第8回北海道新聞文学賞 - 『停留所前の家』

## 著書
- 『こころの匂い』文芸春秋 1977
- 『停留所前の家』講談社 1978
- 『恋人たちの時刻』新潮社 1979
- 『飾り縫い』潮出版社 1981
- 『恋人たちの季節』角川文庫、1986
- 『愛は炎のように』角川文庫、1987
- 『蕪村の風影』潮出版社 1989
- 『こころを育てる 飛んでけ神経症』北海道新聞社 1989